# Pendelas
De pendelas (ook wel Engels "swingaxle" genoemd) is een eenvoudige constructie van onafhankelijke wielophanging bij voer- en vliegtuigen.

Pendelas: Negatieve wielvlucht bij inveren ("X-benen") Positieve wielvlucht bij uitveren ("O-benen")

## Toepassing
Pendelassen werden veelal toegepast bij motorvoertuigen, met een achterin geplaatste motor, gebouwd tussen de jaren dertig en jaren zestig. Tegenwoordig vindt men deze asconstructie alleen nog maar op vrachtauto's, specifiek bedoeld voor het onverharde terrein, zoals Haflinger, Pinzgauer en Tatra.

## Voorbeelden

### Motor achterin
- Porsche 356
- Volkswagen Kever, (behalve modellen 1302/1303 en alle andere modellen uitgevoerd met automatische versnellingsbak)
- Fiat 126,
- Goggomobil, (ook aan de, niet aangedreven, voorzijde)
- Renault 4CV,
- Chevrolet Corvair,
- Tatra
- Volkswagen Type 181

### Motor voorin
- Triumph, (Triumph Vitesse, Triumph Herald en Triumph Spitfire)
- Borgward Isabella
- Mercedes-Benz 300SL
- DAF 600
- DAF 750
- DAF Daffodil 30
- DAF Daffodil 31
- DAF Daffodil 32
- DAF 33
- DAF 44
- DAF 55
- Mercedes W108, "S Klasse" uit 1965[4]

## Voordelen
- Bij aangedreven pendelassen is het differentieel vast verbonden met het chassis en maakt, in tegenstelling tot een starre as, geen deel uit van het onafgeveerde gewicht, hetgeen de wielbewegingen t.o.v. het wegdek ten goede komt. Deze hebben minder neiging te gaan stuiteren of "dribbelen".
- Grote bodemvrijheid mogelijk omdat het differentieel hoog kan worden gemonteerd.

## Nadelen
- De assen zijn aan de differentieelzijde scharnierend verbonden met het differentieelhuis, aan de wielzijde zijn de astappen vast verbonden. Hierdoor verandert bij het inveren van het wiel de wielvlucht en daarmee ook de spoorbreedte.
- Bij snel genomen bochten, wanneer het voertuig overhelt, neemt het binnenste wiel een positieve stand aan en staat het buitenste wiel negatief. Bij snel op elkaar volgende richtingveranderingen heeft dit een instabiel weggedrag tot gevolg. Dit kan worden verminderd door het toepassen van een compensatieveer boven het differentieel die beide ashelften met elkaar verbindt wat door Mercedes-Benz werd toegepast.